# ويليام تودور (دبلوماسي)
ويليام تودور (بالإنجليزية: William Tudor)‏ هو دبلوماسي أمريكي، ولد في 28 يناير 1779، وتوفي في 9 مارس 1830.